# Spike Video Game Awards
Gli Spike Video Game Awards (noti anche come VGA fino al 2012 e VGX nel 2013) sono stati una cerimonia di premiazione annuale dedicata all'industria dei videogiochi, organizzata dalla rete televisiva Spike TV.
I premi erano determinati dal voto popolare e venivano annunciati durante uno show televisivo in diretta, con celebri ospiti del mondo dello spettacolo.
La cerimonia, prodotta da Geoff Keighley, ha esordito nel 2004. Il 15 novembre 2013 Spike TV annuncia il nuovo format che prende il nome di VGX. Il 10 novembre 2014 viene annunciato l'abbandono dello show da parte della rete televisiva; a seguito di questa decisione, Geoff Keighley annuncia la creazione di una propria cerimonia di premiazione, i The Game Awards, che esordisce il 5 dicembre dello stesso anno, senza il supporto di Spike TV.

## Albo d'oro
Vincitori del premio principale di "Gioco dell'anno" (Game of the Year):
| Anno | Gioco                          | Genere            | Piattaforma                           | Produttori         |
| ---- | ------------------------------ | ----------------- | ------------------------------------- | ------------------ |
| 2013 | Grand Theft Auto V             | Azione, Avventura | Xbox 360, PS3, Xbox One, PS4, Windows | Rockstar Games     |
| 2012 | The Walking Dead               | Azione, Avventura | Windows, Xbox 360, PS3, macOS, iOS    | Telltale Games     |
| 2011 | The Elder Scrolls V: Skyrim    | Action RPG        | Windows, Xbox 360, PS3                | Bethesda Softworks |
| 2010 | Red Dead Redemption            | Azione            | PS3, Xbox 360                         | Rockstar Games     |
| 2009 | Uncharted 2: Among Thieves     | Azione            | PS3, PS4                              | Naughty Dog        |
| 2008 | Grand Theft Auto IV            | Adventure         | Windows, PS3, Xbox 360                | Rockstar Games     |
| 2007 | BioShock                       | Sparatutto        | Windows, PS3, Xbox 360, macOS         | 2K Games           |
| 2006 | The Elder Scrolls IV: Oblivion | Action RPG        | Windows, PS3, Xbox 360                | Bethesda Softworks |
| 2005 | Resident Evil 4                | Survival horror   | GameCube, PS2, Windows                | Capcom             |
| 2004 | Grand Theft Auto: San Andreas  | Azione            | PS2, Xbox, Windows                    | Rockstar Games     |

## VGX 2013
I VGX del 2013 (primo anno sotto il nuovo titolo) si sono svolti il 7 dicembre 2013. Per la prima volta sono state mostrate live demo di giochi next-gen e interviste esclusive. È stato possibile seguire l'evento in streaming su Xbox One, Xbox 360, PlayStation 3, Twitch, su dispositivi iOS e Android, dal sito GameTrailers.com e dai siti ufficiali di Spike, Comedy Central, MTV, MTV2 e BET.
| Premio                              | Vincitore                                                                       | Candidati |
| ----------------------------------- | ------------------------------------------------------------------------------- | --- |
| Gioco dell'Anno                     | Grand Theft Auto V                                                              | - BioShock Infinite - Super Mario 3D World - The Last of Us - Tomb Raider |
| Studio dell'Anno                    | Naughty Dog per The Last of Us                                                  | - Irrational Games per BioShock Infinite - Rockstar North per Grand Theft Auto V - The Fullbright Company per Gone Home                                                               |
| Miglior Personaggio                 | Gemelli Lutece, BioShock Infinite                                               | - Lara Croft, Tomb Raider - Trevor Philips, Grand Theft Auto V - Naiee and Nyaa, Brothers: A Tale of Two Sons                                                                         |
| Miglior Sparatutto                  | BioShock Infinite                                                               | - Battlefield 4 - Call of Duty: Ghosts - Metro: Last Light |
| Miglior Gioco Action-Adventure      | Assassin's Creed IV: Black Flag                                                 | - Grand Theft Auto V - The Last of Us - Tomb Raider |
| Miglior Gioco Sportivo              | NBA 2K14                                                                        | - FIFA 14 - MLB 13: The Show - NHL 14 |
| Miglior Gioco Indipendente          | Gone Home                                                                       | - Kentucky Route Zero - Papers, Please - The Stanley Parable |
| Miglior RPG                         | Ni no kuni: La minaccia della Strega Cinerea                                    | - Final Fantasy XIV: A Realm Reborn - Fire Emblem: Awakening - Pokémon X e Y |
| Miglior Picchiaduro                 | Injustice: Gods Among Us                                                        | - Divekick - Killer Instinct - Tekken Revolution |
| Miglior Gioco di Guida              | Forza Motorsport 5                                                              | - F1 2013 - Grid 2 - Need for Speed: Rivals |
| Miglior DLC                         | Far Cry 3: Blood Dragon                                                         | - Borderlands 2: Assalto alla Rocca del Drago di Tiny Tina - Dishonored: Il Pugnale di Dunwall - Mass Effect 3: Citadel                                                               |
| Miglior Gioco per Xbox 360          | Brothers: A Tale of Two Sons                                                    | - BioShock Infinite - Grand Theft Auto V - Tomb Raider |
| Miglior Gioco per PlayStation 3     | The Last of Us                                                                  | - Grand Theft Auto V - Rayman Legends - Tomb Raider |
| Miglior Gioco per Console Nintendo  | Super Mario 3D World                                                            | - Pikmin 3 - Rayman Legends - The Wonderful 101 |
| Miglior Gioco per PC                | Gone Home                                                                       | - Battlefield 4 - Papers, Please - The Stanley Parable |
| Miglior Gioco per Console Portatile | The Legend of Zelda: A Link Between Worlds                                      | - Animal Crossing: New Leaf - Pokémon X e Y - Tearaway |
| Miglior Gioco Casual                | Animal Crossing: New Leaf                                                       | - Disney Infinity - Plants vs. Zombies 2 - Skylanders: Swap Force |
| Miglior Performance Maschile        | Troy Baker nei panni di Joel, The Last of Us                                    | - Troy Baker nei panni di Booker DeWitt, BioShock Infinite - Steven Ogg nei panni di Trevor Philips, Grand Theft Auto V - Willem Dafoe nei panni di Nathan Dawkins, Beyond: Due anime |
| Miglior Performance Femminile       | Ashley Johnson nei panni di Ellie, The Last of Us                               | - Courtnee Draper nei panni di Elizabeth, BioShock Infinite - Camilla Luddington nei panni di Lara Croft, Tomb Raider - Ellen Page nei panni di Jodie Holmes, Beyond: Due anime       |
| Miglior Colonna Sonora              | Grand Theft Auto V                                                              | - BioShock Infinite - Ni no kuni: La minaccia della Strega Cinerea - The Last of Us                                                                                                   |
| Miglior Canzone                     | Will the Circle Be Unbroken? di Courtnee Draper e Troy Baker, BioShock Infinite | - A.D.H.D. di Kendrick Lamar, Grand Theft Auto V - Sleepwalking di The Chain Gang of 1974, Grand Theft Auto V - Survival di Eminem, Call of Duty: Ghosts                              |
| Gioco più Atteso per il 2014        | Titanfall                                                                       | - South Park: Il bastone della verità - Destiny - Watch Dogs - The Witcher 3: Wild Hunt                                                                                               |

## VGA 2012
I VGA del 2012 si sono svolti il 7 dicembre 2012 presso i Sony Pictures Studios di Culver City, California, condotti da Samuel L. Jackson. Per la prima volta la cerimonia è stata trasmessa in diretta su Xbox Live. Sono stati mostrati in anteprima mondiale The Last of Us, Gears of War: Judgment, South Park: Il bastone della verità, Castlevania: Lords of Shadow 2, BioShock Infinite, Tomb Raider, Assassin's Creed III: La tirannia di Re Washington, e Halo 4: Spartan Ops. Due nuovi giochi sono stati annunciati: Dark Souls II e Metal Gear Solid V: The Phantom Pain. Durante l'evento è stato premiato anche il "Gioco del Decennio".
Con esibizioni musicali dei Linkin Park, Tenacious D, Gustavo Santaolalla e Wolfgang Gartner.
| Premio                                     | Vincitore                                                   | Candidati |
| ------------------------------------------ | ----------------------------------------------------------- | --- |
| Gioco dell'Anno                            | The Walking Dead                                            | - Assassin's Creed III - Dishonored - Journey - Mass Effect 3 |
| Studio dell'Anno                           | Telltale Games per The Walking Dead                         | - 343 Industries per Halo 4 - Arkane Studios per Dishonored - Gearbox Software per Borderlands 2                                                                                      |
| Personaggio dell'Anno                      | Claptrap, Borderlands 2                                     | - Connor Kenway, Assassin's Creed III - Comandante Shepard, Mass Effect 3 - Master Chief, Halo 4 - Raul Menendez, Call of Duty: Black Ops II                                          |
| Gioco del Decennio                         | Half-Life 2                                                 | - Batman: Arkham City - BioShock - The Legend of Zelda: The Wind Waker - Mass Effect 2 - Portal - Red Dead Redemption - Shadow of the Colossus - Wii Sports - World of Warcraft       |
| Miglior Gioco per Xbox 360                 | Halo 4                                                      | - Assassin's Creed III - Borderlands 2 - Dishonored |
| Miglior Gioco per PlayStation 3            | Journey                                                     | - Assassin's Creed III - Borderlands 2 - Dishonored |
| Miglior Gioco per Wii/Wii U                | New Super Mario Bros. U                                     | - The Last Story - Xenoblade Chronicles - ZombiU |
| Miglior Gioco per PC                       | XCOM: Enemy Unknown                                         | - Diablo III - Guild Wars 2 - Torchlight II |
| Miglior Sparatutto                         | Borderlands 2                                               | - Call of Duty: Black Ops II - Halo 4 - Max Payne 3 |
| Miglior Gioco d'Azione/Avventura           | Dishonored                                                  | - Assassin's Creed III - Darksiders II - Sleeping Dogs |
| Miglior RPG                                | Mass Effect 3                                               | - Diablo III - Torchlight II - Xenoblade Chronicles |
| Miglior Multigiocatore                     | Borderlands 2                                               | - Call of Duty: Black Ops II - Guild Wars 2 - Halo 4 |
| Miglior Gioco Sportivo Individuale         | SSX                                                         | - Hot Shots Golf: World Invitational - Tiger Woods PGA Tour 13 - WWE '13 |
| Miglior Gioco Sportivo di squadra          | NBA 2K13                                                    | - FIFA 13 - Madden NFL 13 - NHL 13 |
| Miglior Gioco di Guida                     | Need for Speed: Most Wanted                                 | - DiRT Showdown - F1 2012 - Forza Horizon |
| Miglior Canzone                            | Cities di Beck, Sound Shapes                                | - Castle of Glass dei Linkin Park, Medal of Honor: Warfighter - I Was Born for This di Austin Wintory, Journey - Tears degli Health, Max Payne 3                                      |
| Miglior Colonna Sonora                     | Journey                                                     | - Call of Duty: Black Ops II - Halo 4 - Max Payne 3 |
| Miglior Grafica                            | Halo 4                                                      | - Assassin's Creed III - Dishonored - Journey |
| Miglior Gioco Indipendente                 | Journey                                                     | - Dust: An Elysian Tail - Fez - Mark of the Ninja |
| Miglior Picchiaduro                        | Persona 4 Arena                                             | - Dead or Alive 5 - Street Fighter X Tekken - Tekken Tag Tournament 2 |
| Miglior Gioco per Console Portatile/Mobile | Sound Shapes                                                | - Gravity Rush - LittleBigPlanet PS Vita - New Super Mario Bros. 2 |
| Miglior Performance Femminile              | Melissa Hutchison nei panni di Clementine, The Walking Dead | - Emma Stone nei panni di Amanda Cartwright, Sleeping Dogs - Jen Taylor nei panni di Cortana, Halo 4 - Jennifer Hale nei panni del Comandante Shepard, Mass Effect 3                  |
| Miglior Performance Maschile               | Dameon Clarke nei panni di Handsome Jack, Borderlands 2     | - Dave Fennoy nei panni di Lee Everret, The Walking Dead - James McCaffrey nei panni di Max Payne, Max Payne 3 - Nolan North nei panni del Capitano Martin Walker, Spec Ops: The Line |
| Miglior Gioco Tie-in                       | The Walking Dead                                            | - Disney Epic Mickey 2: L'avventura di Topolino e Oswald - Lego Batman 2: DC Super Heroes - Transformers: Fall of Cybertron                                                           |
| Miglior DLC                                | The Elder Scrolls V: Skyrim: Dawnguard                      | - Mass Effect 3: Leviathan - Borderlands 2: Mechromancer Pack - Portal 2: Perpetual Testing Initiative                                                                                |
| Miglior Gioco Scaricabile                  | The Walking Dead                                            | - Fez - Journey - Sound Shapes |
| Miglior Gioco Social                       | You Don't Know Jack                                         | - Draw Something - Marvel: Avengers Alliance - SimCity Social |
| Gioco più Atteso per il 2013               | Grand Theft Auto V                                          | - BioShock Infinite - South Park: Il bastone della verità - The Last of Us - Tomb Raider                                                                                              |

## VGA 2011
I VGA del 2011 si sono svolti sabato 10 dicembre presso i Sony Pictures Studios a Culver City, in California, condotti da Zachary Levi. Sono stati mostrati in anteprima mondiale Tom Clancy's Rainbow Six: Patriots, Transformers: Fall of Cybertron, BioShock Infinite, Alan Wake's American Nightmare, Metal Gear Rising: Revengeance, Tony Hawk's Pro Skater HD, The Amazing Spider-Man, l'esclusiva per PlayStation 3 The Last of Us, Command & Conquer: Generals 2 e Fortnite. Durante la cerimonia sono stati mostrati nuovi trailer sia di Hitman: Absolution che di Mass Effect 3, così come è stato annunciato, prima dello spettacolo, Tekken Tag Tournament 2. Il produttore esecutivo dell'evento è stato Mark Burnett e, per la prima volta, i VGA sono stati trasmessi in diretta, oltre che su Spike TV, anche su MTV2, Spike.com e Ginx TV. I vincitori, così come i trailer, sono stati annunciati durante un pre-show condotto da Amanda MacKay e Daniel Kayser. Durante i VGA 2011 è stata anche premiata la serie The Legend of Zelda con il Video Game Hall of Fame Award.  Un altro riconoscimento dei VGA 2011 è stato l'Atleta di copertina di NFL Blitz. Questo premio, determinato dal voto online dal vivo (così come il Personaggio dell'anno), ha determinato quale atleta NFL sarà sulla copertina del prossimo gioco di EA Sports, NFL Blitz.
Con l'apparizione di will.i.am, LL Cool J, Felicia Day, Kevin Jonas, Seth Green, Shigeru Miyamoto, Tony Hawk, Hulk Hogan, Stacy Keibler, Charlie Sheen, Hideo Kojima, ed esibizioni musicali di Black Keys e Deadmau5.
| Premio                                     | Vincitore                                                          | Candidati |
| ------------------------------------------ | ------------------------------------------------------------------ | --- |
| Gioco dell'Anno                            | The Elder Scrolls V: Skyrim                                        | - Batman: Arkham City - The Legend of Zelda: Skyward Sword - Portal 2 - Uncharted 3: L'inganno di Drake |
| Studio dell'Anno                           | Bethesda Game Studios per The Elder Scrolls V: Skyrim              | - Naughty Dog per Uncharted 3: L'inganno di Drake - Rocksteady Studios per Batman: Arkham City - Valve Corporation per Portal 2 |
| Personaggio dell'Anno                      | Joker, Batman: Arkham City                                         | - Nathan Drake, Uncharted 3: L'inganno di Drake - Marcus Fenix, Gears of War 3 - Wheatley, Portal 2 |
| Gamer God                                  | Blizzard Entertainment, creatori delle serie Warcraft e Starcraft. | |
| Miglior Gioco per Xbox 360                 | Batman: Arkham City                                                | - Forza Motorsport 4 - Gears of War 3 - Portal 2 |
| Miglior Gioco per PlayStation 3            | Uncharted 3: L'inganno di Drake                                    | - Infamous 2 - Killzone 3 - LittleBigPlanet 2 |
| Miglior Gioco per Wii                      | The Legend of Zelda: Skyward Sword                                 | - Epic Mickey - Kirby's Adventure Wii - Lost in Shadow |
| Miglior Gioco per PC                       | Portal 2                                                           | - Battlefield 3 - Minecraft - The Witcher 2 |
| Miglior Gioco per Console Portatile/Mobile | Super Mario 3D Land                                                | - Ghost Trick: Detective fantasma - Infinity Blade - Jetpack Joyride |
| Miglior Sparatutto                         | Call of Duty: Modern Warfare 3                                     | - Battlefield 3 - Gears of War 3 - Rage |
| Miglior Gioco d'Azione/Avventura           | Batman: Arkham City                                                | - Assassin's Creed: Revelations - The Legend of Zelda: Skyward Sword - Uncharted 3: L'inganno di Drake |
| Miglior RPG                                | The Elder Scrolls V: Skyrim                                        | - Dark Souls - Deus Ex: Human Revolution - Dragon Age II |
| Miglior Multigiocatore                     | Portal 2                                                           | - Battlefield 3 - Call of Duty: Modern Warfare 3 - Gears of War 3 |
| Miglior Gioco di Sport Individuali         | Fight Night Champion                                               | - Tiger Woods PGA Tour 12: The Masters - Top Spin 4 - Virtua Tennis 4 |
| Miglior Gioco di Sport di squadra          | NBA 2K12                                                           | - FIFA 12 - NHL 12 - MLB 11: The Show |
| Miglior Gioco di Guida                     | Forza Motorsport 4                                                 | - Dirt 3 - Driver: San Francisco - Need for Speed: The Run |
| Miglior Picchiaduro                        | Mortal Kombat IX                                                   | - The King of Fighters XIII - Marvel vs. Capcom 3: Fate of Two Worlds - WWE All Stars |
| Miglior gioco Motion                       | The Legend of Zelda: Skyward Sword                                 | - Child of Eden - Dance Central 2 - The Gunstringer |
| Miglior Gioco Indipendente                 | Minecraft                                                          | - Bastion - Superbrothers: Sword & Sworcery EP - The Binding of Isaac |
| Miglior Gioco Tie-in                       | Batman: Arkham City                                                | - Back to the Future: The Game - Captain America: Il super soldato - LEGO Star Wars III - The Clone Wars |
| Miglior Canzone                            | Build that Wall (Zia's Theme) di Darren Korb, Bastion              | - Exile Vilify di The National, Portal 2 - I'm Not Calling You a Liar di Florence and the Machine, Dragon Age II - Setting Sail, Coming Home (End Theme) di Darren Korb, Bastion - Want You Gone di Jonathan Coulton, Portal 2 |
| Miglior Colonna Sonora                     | Bastion                                                            | - Batman: Arkham City - Deus Ex: Human Revolution - Portal 2 |
| Miglior Grafica                            | Uncharted 3: L'inganno di Drake                                    | - Batman: Arkham City - L.A. Noire - Rage |
| Migliore Performance Maschile              | Stephen Merchant nei panni di Wheatley, Portal 2                   | - J.K. Simmons nei panni di Cave Johnson, Portal 2 - Mark Hamill nei panni del Joker, Batman: Arkham City - Nolan North nei panni di Nathan Drake, Uncharted 3: L'inganno di Drake |
| Miglior Performance Femminile              | Ellen McLain nei panni di GLaDOS, Portal 2                         | - Claudia Black nei panni di Chloe Frazer, Uncharted 3: L'inganno di Drake - Emily Rose nei panni di Elena Fisher, Uncharted 3: L'inganno di Drake - Tara Strong nei panni di Harley Quinn, Batman: Arkham City |
| Miglior Gioco Scaricabile                  | Bastion                                                            | - Insanely Twisted Shadow Planet - Stacking - Iron Brigade |
| Miglior DLC                                | Portal 2 - Peer Review                                             | - Fallout: New Vegas: Old World Blues - Mass Effect 2: Arrival - Mortal Kombat IX: Freddy Krueger |
| Gioco più Atteso per il 2012               | Mass Effect 3                                                      | - BioShock Infinite - Diablo III - Halo 4 - The Last Guardian |
| Trailer dell'Anno per GameTrailers.com     | Assassin's Creed: Revelations, E3 2011 Trailer                     | - Batman: Arkham City, Hugo Strange Reveal Trailer - Dark Souls, Ignite 11 Debut Trailer - Dead Island, GDC 11 Cinematic Trailer - Deus Ex: Human Revolution, Purity First Infomercial - The Elder Scrolls V: Skyrim, In-Game Debut Trailer - Hitman: Absolution, E3 2011 Trailer - Prey 2, E3 2011 Trailer - Tomb Raider, E3 2011 Trailer - Uncharted 3: L'inganno di Drake, E3 2011 Trailer |
| Atleta di Copertina di NFL Blitz           | Ray Rice                                                           | - Roddy White - Patrick Willis |